# Стара Любовня (округ)
Округ Стара Любовня (словац. okres Stará Ľubovňa) — округ (район) Пряшівського краю в північно-східній Словаччині з адміністративним центром в м. Стара Любовня.
Площа становить 707,9 км², населення 50 684 особи (2001).

## Географія
На півночі межує з Польщею, на сході з округом Бардіїв, на південному сході з округом Сабінов, на південному заході та заході з округом Кежмарок. Розташовані Кежмарські пагорби; Левоцька верховина; Левоцька височина; Ломницькі пагорби і Люботинські пагорби.

## Адміністративний поділ
На території Старолюбовнянського округу знаходиться 44 населених пунктів, в тому числі 2 міста: Стара Любовня та Подолинець (Подолінєц), села: Чирч, Дюркова, Форбаси, Гайтовка (Гайтівка), Галіґовце (Галіговце, Галіговці, Галігівці), Гнєздне, Граничне (Гранічне), Громош, Хмельниця (Хмельніця, Хмельніца), Якубяни, Орябина, Камйонка, Колачков (Колачків), Кремна, Кийов (Київ Кіїв), Лацкова, Леґнава (Легнава), Лесниця (Лесніца) , Литманова, Ломничка (Ломнічка), Люботин (Люботін), Малий Липник, Матисова, Мнішек над Попрадом, Нижні Ружбахи (Ніжне Ружбахи), Нова Любовня, Обручне, Орлов, Плавеч, Плавниця (Плавніца), Пусте Поле, Руська Воля над Попрадом, Старина (Старіна), Страняни, Сулин, Шамброн, Шариське Ястраб'є, Удол, Велика Лесна (Велька Лесна), Великий Липник, Вісланка (Віслянка), Вишні Ружбахи (Вишне Ружбахи).

## Україно-русинськагромада
Частина населення цього окресу (передусім із сіл Кремна, Чирч, Якубяни, Орябина, Камйонка, Литманова, Малий Липник, Орлов, Руська Воля над Попрадом, Сулин, Шамброн, Шариське Ястраб'є, Удол, Великий Липник) є україно-русинського походження, за віросповіданням греко-католики, або православні.
2019 р. у с. Камйонка відбувся 15-й Всесвітній конгрес русинів.

## Населення
| Рік:            | 1994.  | 2004.   | 2014.   | 2024.   |
| --------------- | ------ | ------- | ------- | ------- |
| Кількість осіб: | 48 627 | 51 373  | 53 379  | 53 392  |
| Різниця:        |        | +5,64 % | +3,90 % | +0,02 % |

| Рік:            | 2023.  | 2024.   |
| --------------- | ------ | ------- |
| Кількість осіб: | 53 107 | 53 392  |
| Різниця:        |        | +0,53 % |

### Статистичні дані (2001)

#### Національний склад
- Словаки 90,2 %
- Русини/Українці 4,5 %
- Цигани 3,7 %

#### Конфесійний склад
- Католики 62,8 %
- Греко-католики 31,0 %
- Православні 2,0 %
- Лютерани 0,5 %